# Sylvie Goddyn

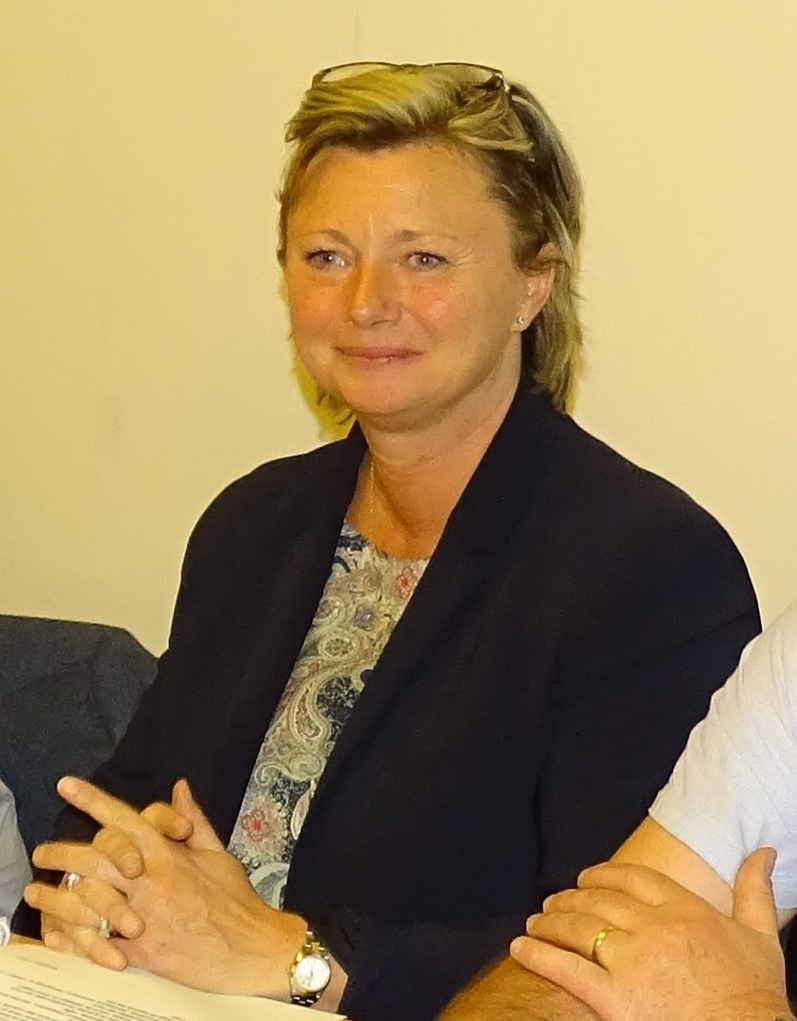
Sylvie Goddyn (2016)

Sylvie Goddyn (* 24. Juni 1964 in Lille) ist eine französische Politikerin (ehemals Front National). Sie war von 2014 bis 2019 Mitglied des Europäischen Parlaments.

## Leben
Goddyn trat 1989 der rechtsextremen Front National (FN) bei. Sie war von 2001 bis 2008 Gemeinderätin der nordfranzösischen Stadt Roubaix. Von 2004 bis 2015 gehörte sie dem Regionalrat von Nord-Pas-de-Calais an. Seit 2014 ist sie im Gemeinderat von Marcq-en-Barœul, einem Vorort von Lille, vertreten.
Bei der Europawahl 2014 wurde sie als Vertreterin des Wahlkreises Nordwest-Frankreich in das Europäische Parlament gewählt. Dort war sie zunächst fraktionslos, ab 2015 Mitglied der rechtsextremen Fraktion Europa der Nationen und der Freiheit (ENF). Sie war Mitglied im Ausschuss für Umweltfragen, öffentliche Gesundheit und Lebensmittelsicherheit, im Petitionsausschuss (2014–17) bzw. Fischereiausschuss (2017–19) sowie Delegierte für die Beziehungen zu Indien. 
Gemeinsam mit ihrem Partei- und Parlamentskollegen Philippe Loiseau kündigte sie im Oktober 2018 an, bei der nächsten Europawahl die Liste der nationalkonservativen Debout la France unter Nicolas Dupont-Aignan zu unterstützen. Daraufhin wurde sie aus dem inzwischen in Rassemblement National umbenannten Front National ausgeschlossen und trat am 20. Oktober 2018 von der ENF zur Fraktion Europa der Freiheit und der direkten Demokratie (EFDD) über. Letztlich trat Goddyn bei der Europawahl 2019 nicht mehr an.